# Graham Hedman
Graham Hedman (Reino Unido, 6 de febrero de 1979) es un atleta británico, especialista en la prueba de 4x400 m en la que llegó a ser subcampeón europeo en 2006.

## Carrera deportiva
En el Campeonato Europeo de Atletismo de 2006 ganó la medalla de plata en los relevos de 4x400 metros, con un tiempo de 3:01.63 segundos, llegando a la meta tras Francia y por delante de Polonia, siendo sus compañeros de equipo: Robert Tobin, Rhys Williams y Tim Benjamin.